# A Curious Thing
A Curious Thing es el segundo álbum por la cantautora escocesa Amy Macdonald, y fue lanzado el 8 de marzo de 2010. El primer sencillo del álbum, "Don't Tell Me That It's Over" (conteniendo el b-side "Young Lovers") fue lanzado el 1 de marzo, del 2010.
El álbum fue confirmado a finales del 2009, y el título del álbum y la lista de canciones fue confirmado en enero del 2010.

## Historia
Macdonald comenzó a escribir las canciones para su segundo álbum en primavera del 2009, en un breve descanso de su gira. Por primera vez comenzó a estudiar minuciosamente a través de viejos cuadernos, buscando por ideas para canciones, a diferencia de su álbum debut, que consiste en la mayoría de canciones que escribió de inmediato. La mayoría de las canciones fueron inspiradas en personalidades de la vida real o eventos de su vida diaria. Escribió "Spark" para el niño asesinado Jamie Bulger, después de mirar un programa de televisión de su asesinato. "What Happiness Means To Me" es deciada a su comprometido futbolista Steve Lovell, mientras que "An Ordinary Life" es inspirada en torno a los actores escoceses, como Gerard Butler en una fiesta que él tuvo en Glasgow a fines del 2009 para marcar la apertura de su película Law Abiding Citizen. "My Only One" es sobre sus abuelos fallecidos y en parte sobre Michael Jackson. Las canciones fueron grabadas en los estudios Weller's BlackBarn en Surrey.

## Recepción
El álbum ha ganado críticas mixtas. Paul Lester de BBC Music le dio al álbum una brillante crítica, llamándolo "un regreso triunfal" y agregó que "es una declaración audaz, con grandes intenciones, llena de canciones épicas que construyen coros innegables, para ser disfrutados por un mayor público posible." También elogió la voz de Macdonald comparándola a otras como Dolores O'Riordan y Sinéad O'Connor. 
Jenni Cole de MusicOMH elogió la habilidad de composición de Macdonald, diciendo que sus letras "muestran una madurez detrás de sus años, que se casa con un músico de blues que se envidia." Continuó diciendo que "su composición (en ambos estilos y sustancias) recuerda los primeros días de Kristy MacColl, mientras que su voz profunda tiene más en común con Alison Moyet. Es una coincidencia hecha en el cielo." Ian Sime de The Press dijo que el disco "es muy similar en la sensación y el enfoque de su predecesor y debería hacer un llamamiento a aquellos que disfrutaron This Is the Life y que tiene "un estilo rockero comparado al de Travis, Keane y The Killers." Sarah-Louise James de Daily Star comentó en la voz de Macdonald: "su galope de guitarra pop-rock y su voz comina sonidos más ricos, más grandes y más confidentes que su álbum debut," mientras que Simon Gage de Daily Express elogió el primer sencillo "Don't Tell Me That It's Over", diciendo que "establece un ritmo frenético con guitarras y batería que enmarcan su fuerte voz y su sonido escocés" y concluyó diciendo que "el resto del álbum sigue con las canciones que se paran por su cuenta, incluso sin el talento obvio como cantante."
Caroline Sullivan y Neil McCormick de The Gurdian y The Daily Telegraph, le dieron críticas favorables, sin embargo asintieron que en realidad no llega a destacarse. Sullivan dijo que "las canciones...se meten en tu conciencia pero de alguna manera fallan a registrarse en un nivel más profundo " y McCormick considera que le falta "algo realmente distintivo u original para levantar las masivas filas de escritoras jóvenes." Kaya Burgess de The Times, no compartió lo mismo que los otros críticos sobre las letras, diciendo que "no se ajusta exactamente con la voz poderosa de Macdonald", sin embargo él observó que "cuando el melodrama y la batería se desvanecen en el paino de What Hapinness Means To Me vemos el alma detrás de una gran voz."
Noel Gardner de NME le dio al álbum una crítica mixta, diciendo que es "más predecible que lo hubieras imaginado" y sintió que era muy "escocés". Fiona Shepherd de The Scotsman le dio al álbum una crítica negativa, diciendo que la artista "parece dar pasos atrás en su segundo álbum con un sonido anacrónico de 1980 y con letras predecibles sobre las presiones de la fama (An Ordinary Life), los peligros de promocionar con exageración (Next Big Thing) y la cultura de la imagen sobre el talento (This Pretty Face)."

## Estreno
A Curious Thing fue lanzado en Reino Unido el 8 de marzo de 2010.

### Sencillos
- "Don't Tell Me That It's Over" es el primer sencillo del álbum, fue lanzado el 26 de febrero de 2010 en Alemania y el 1 de marzo de 2010 en Reino Unido. Aunque sólo llegó al número 48 en Reino Unido, llegó al Top 10 en Bélgica, Alemania, Suiza y Austria.
- "Spark" fue confirmado como el segundo sencillo del álbum. Amy Macdonald dijo que filmó el vídeo en un concierto el 23 de marzo en Loch Lomond. La página de Amy Macdonald reveló que Spark iba a ser lanzado el 10 de marzo de 2010,[14] y el vídeo también ha sido lanzado para la canción.[15]
- "This Pretty Face" fue confirmado como el tercer sencillo, fue lanzado el 19 de julio de 2010. El vídeo musical para la canción ha sido creado y está disponible a través de la página de Macdonald y en el canal de YouTube.[16]

## Lista de canciones
Versión Estándar
| N.º | Título                                                               | Duración |  |
| 1.  | «Don't Tell Me That It's Over»                                       | 3:51     |  |
| 2.  | «Spark»                                                              | 3:07     |  |
| 3.  | «No Roots»                                                           | 4:30     |  |
| 4.  | «Love Love»                                                          | 3:17     |  |
| 5.  | «An Ordinary Life»                                                   | 3:36     |  |
| 6.  | «Give It All Up»                                                     | 2:55     |  |
| 7.  | «My Only One»                                                        | 3:32     |  |
| 8.  | «This Pretty Face»                                                   | 3:57     |  |
| 9.  | «Troubled Soul»                                                      | 4:47     |  |
| 10. | «Next Big Thing»                                                     | 3:31     |  |
| 11. | «Your Time Will Come»                                                | 4:32     |  |
| 12. | «What Happiness Means to Me/Dancin' in the Dark (canción escondida)» | 9:21     |  |
| 13. | «Young lovers(bonus track)»                                          | 3:23     |  |

Versión Deluxe
CD 1
| N.º | Título                                                               | Duración |  |
| 1.  | «Don't Tell Me That It's Over»                                       | 3:51     |  |
| 2.  | «Spark»                                                              | 3:07     |  |
| 3.  | «No Roots»                                                           | 4:30     |  |
| 4.  | «Love Love»                                                          | 3:17     |  |
| 5.  | «An Ordinary Life»                                                   | 3:36     |  |
| 6.  | «Give It All Up»                                                     | 2:55     |  |
| 7.  | «My Only One»                                                        | 3:32     |  |
| 8.  | «This Pretty Face»                                                   | 3:57     |  |
| 9.  | «Troubled Soul»                                                      | 4:47     |  |
| 10. | «Next Big Thing»                                                     | 3:31     |  |
| 11. | «Your Time Will Come»                                                | 4:32     |  |
| 12. | «What Happiness Means to Me/Dancin' in the Dark (canción escondida)» | 9:21     |  |

CD 2
| CD  |                                            |               |          |  |
| N.º | Título                                     | Escritor(es)  | Duración |  |
| 1.  | «Poison Prince»                            | Amy Macdonald | 3:40     |  |
| 2.  | «The Youth Of Today»                       | Amy Macdonald | 4:03     |  |
| 3.  | «L.A.»                                     | Amy Macdonald | 3:47     |  |
| 4.  | «Footballer's Wife»                        | Amy Macdonald | 5:12     |  |
| 5.  | «Mr Rock & Roll»                           | Amy Macdonald | 3:37     |  |
| 6.  | «Mr. Brightside (escrita por The Killers)» | Amy Macdonald | 4:12     |  |
| 7.  | «The Road To Home»                         | Amy Macdonald | 2:27     |  |
| 8.  | «This Is The Life»                         | Amy Macdonald | 3:14     |  |
| 9.  | «Run»                                      | Amy Macdonald | 3:48     |  |
| 10. | «Rock 'n' Roll Star»                       | Amy Macdonald | 5:07     |  |
| 11. | «Let's Start A Band»                       | Amy Macdonald | 5:31     |  |
| 12. | «Caledonia»                                | Amy Macdonald | 2:32     |  |
| 13. | «Fairytale Of New York»                    | Amy Macdonald | 5:48     |  |
| 14. | «Barrowland Ballroom»                      | Amy Macdonald | 4:40     |  |

## Personal
- Mezclado por - Danton Supple
- Producido, arreglado por - Pete Wilkinson
- Escrito por, voz, guitarra - Amy Macdonald

## Listas y certificaciones
El álbum entró a UK Albums Chart el 14 de marzo de 2010 en el número 4. Entró a Swiss Albums Chart en el número uno el 21 de marzo de 2010, haciendo su segundo álbum en llegar al número uno en Suecia. También llegó al número uno en Alemania y Austria. El álbum ha vendido 455,000 copias. Es la artista más vendida escocesa alrededor del mundo este año. El álbum ha desplazado 700,000 copias, confirmado por The Sun.
| Lista(2010)                      | Posición | Certificación | Ventas/ shipments      |
| -------------------------------- | -------- | ------------- | ---------------------- |
| Austrian Albums Chart            | 1        | Oro           |                        |
| Belgium (Flanders) Albums Chart  | 2        | Oro           | 10,000[cita requerida] |
| Belgium (Wallonia) Albums Chart  | 4        | Oro           | 10,000[cita requerida] |
| Dutch Albums Chart               | 2        |               |                        |
| Danish Albums Chart              | 7        |               |                        |
| European Albums Chart            | 1        |               |                        |
| French Albums Chart              | 16       |               |                        |
| German Albums Chart              | 1        | Platino       | 200,000                |
| Greek International Albums Chart | 2        |               |                        |
| Irish Albums Chart               | 26       |               |                        |
| Italian FIMI Albums Chart        | 25       |               | 6,000                  |
| Norwegian Albums Chart           | 22       |               |                        |
| Polish Albums Chart              | 11       |               |                        |
| Swedish Albums Chart             | 5        |               |                        |
| Danish Albums Chart              | 11       |               |                        |
| Swiss Albums Chart               | 1        | 2xPlatino     | 60,000                 |
| Spanish Albums Chart             | 13       |               |                        |
| UK Albums Chart                  | 4        | Oro           | 100,000                |